# Departamento de Kadey
Kadey es un departamento de la región Este de Camerún. En noviembre de 2005 tenía una población censada de 184 098 habitantes.
Está formado por los siguientes municipios:
- Batouri 67,007
- Bombé 16,147
- Kette 31,129
- Mbang 25,603
- Mbotoro 7,674
- Ndelele 26,127
- Ndem-Nam 10,411